# Vòng loại Giải vô địch bóng đá nữ thế giới 1995
Vòng loại Giải vô địch bóng đá nữ thế giới 1995 chứng kiến 54 đội tuyển từ sáu liên đoàn thành viên FIFA tranh tài để chọn ra 12 suất tại vòng chung kết. Thụy Điển được vào thẳng vòng chung kết với tư cách chủ nhà. Các suất đước phân ra như sau:
- Châu Phi - CAF: 1
- Châu Á - AFC: 2
- Châu Âu - UEFA: 5 (Thụy Điển, đội chủ nhà được vào thẳng)
- Bắc, Trung Mỹ & Caribe - CONCACAF: 2
- Châu Đại Dương - OFC: 1
- Nam Mỹ - CONMEBOL: 1

## Các đội vượt qua vòng loại
| Đội           | Số lần xuất hiện tại VCK | Chuỗi | Lần gần nhất xuất hiện tại VCK |
| ------------- | ------------------------ | ----- | ------------------------------ |
| Úc            | 1                        | 1     | —                              |
| Brasil        | 2                        | 2     | 1991                           |
| Canada        | 1                        | 1     | —                              |
| Trung Quốc    | 2                        | 2     | 1991                           |
| Đan Mạch      | 2                        | 2     | 1991                           |
| Anh           | 1                        | 1     | —                              |
| Đức           | 2                        | 2     | 1991                           |
| Nhật Bản      | 2                        | 2     | 1991                           |
| Nigeria       | 2                        | 2     | 1991                           |
| Na Uy         | 2                        | 2     | 1991                           |
| Thụy Điển (C) | 2                        | 2     | 1991                           |
| Hoa Kỳ        | 2                        | 2     | 1991                           |

(C) – Chủ nhà

## Châu Phi
(8 đội tranh 1 suất)
Vượt qua vòng loại:  Nigeria
Vòng chung kết
| Đội 1   | TTS  | Đội 2   | Lượt đi | Lượt về |
| ------- | ---- | ------- | ------- | ------- |
| Nigeria | 11–2 | Nam Phi | 4–1     | 7–1     |

| Nigeria | 4–1 | Nam Phi |
| ------- | --- | ------- |
|         |     |         |

| Nam Phi | 1–7 | Nigeria |
| ------- | --- | ------- |
|         |     |         |

## Châu Á
(4 đội tranh 2 suất)
Vượt qua vòng loại:  Trung Quốc –  Nhật Bản
| Đội               | Điểm | Trận | T | H | B | BT | BB | GD |
| ----------------- | ---- | ---- | - | - | - | -- | -- | -- |
| Nhật Bản          | 7    | 3    | 2 | 1 | 0 | 9  | 1  | 8  |
| Trung Quốc        | 7    | 3    | 2 | 1 | 0 | 8  | 1  | 7  |
| Đài Bắc Trung Hoa | 3    | 3    | 1 | 0 | 2 | 2  | 8  | -6 |
| Hàn Quốc          | 0    | 3    | 0 | 0 | 3 | 0  | 9  | -9 |

| Nhật Bản | 0–2 | Trung Quốc                        |
| -------- | --- | --------------------------------- |
|          |     | Trần Ngọc Phong 21' · Tôn Văn 47' |

## Châu Âu
(30 đội tranh 4 suất, chủ nhà Thụy Điển được đặc cách)
Vượt qua vòng loại:  Thụy Điển –  Anh –  Đức –  Na Uy –  Đan Mạch
Trong số 29 đội tham dự Giải vô địch bóng đá nữ châu Âu 1995, các đội lọt vào bán kết vượt qua vòng loại gồm - Thụy Điển (chủ nhà World Cup được vào thẳng vòng chung kết), Anh, Đức và Na Uy - cũng đội tuyển thua tứ kết xuất sắc nhất - Đan Mạch.
Tóm tắt
|  | Bán kết   | Bán kết   | Bán kết   | Bán kết | Bán kết |   |     | Chung kết | Chung kết | Chung kết | Chung kết | Chung kết |
|  |           |           |           |         |         |   |     |           |           |           |           |           |
|  | Anh       | Anh       | 1         | 1       | 2       |   |     |           |           |           |           |           |
|  | Đức       | Đức       | 4         | 2       | 6       |   |     |           |           |           |           |           |
|  |           |           |           |         |         |   | Đức | Đức       | 3         | —1        | 3         |           |
|  |           | Thụy Điển | Thụy Điển | 2       | —       | 2 |     |           |           |           |           |           |
|  | Na Uy     | Na Uy     | 4         | 1       | 5       |   |     |           |           |           |           |           |
|  | Thụy Điển | Thụy Điển | 3         | 4       | 7       |   |     |           |           |           |           |           |

- 1 Trận chung kết chỉ đá 1 lượt.

Chung kết
| Đức                                   | 3–2 | Thụy Điển                |
| ------------------------------------- | --- | ------------------------ |
| Meinert 33' · Prinz 4' · Wiegmann 85' |     | Andersson 6' Andelén 89' |

## Bắc, Trung Mỹ và Caribe
(5 đội tranh 2 suất)
Vượt qua vòng loại:  Hoa Kỳ –  Canada
Bảng xếp hạng
| Đội                | Điểm | Trận | T | H | B | BT | BB |
| ------------------ | ---- | ---- | - | - | - | -- | -- |
| Hoa Kỳ             | 12   | 4    | 4 | 0 | 0 | 36 | 1  |
| Canada             | 9    | 4    | 3 | 0 | 1 | 18 | 6  |
| México             | 4    | 4    | 1 | 1 | 2 | 6  | 19 |
| Trinidad và Tobago | 4    | 4    | 1 | 1 | 2 | 6  | 20 |
| Jamaica            | 0    | 4    | 0 | 0 | 4 | 2  | 22 |

## Châu Đại Dương
Vượt qua vòng loại:  Úc
Chỉ có ba đội tuyển tham dự giải đấu ở Papua New Guinea từ 14 tới 20 tháng 10 năm 1994: Úc, New Zealand và Papua New Guinea.
| Đội              | Điểm | Trận | T | H | B | BT | BB | HS  |
| ---------------- | ---- | ---- | - | - | - | -- | -- | --- |
| Úc               | 9    | 4    | 3 | 0 | 1 | 13 | 2  | 11  |
| New Zealand      | 9    | 4    | 3 | 0 | 1 | 10 | 2  | 8   |
| Papua New Guinea | 0    | 4    | 0 | 0 | 4 | 0  | 19 | -19 |

| New Zealand      | 2–1 | Úc               |
| New Zealand      | 2–0 | Papua New Guinea |
| Úc               | 7–0 | Papua New Guinea |
| Úc               | 1–0 | New Zealand      |
| Papua New Guinea | 0–4 | Úc               |
| Papua New Guinea | 0–6 | New Zealand      |

## Nam Mỹ
Vượt qua vòng loại:  Brasil
Xếp hạng chung cuộc
| Đội       | Điểm | Trận | T | H | B | BT | BB |
| --------- | ---- | ---- | - | - | - | -- | -- |
| Brasil    | 12   | 4    | 4 | 0 | 0 | 42 | 1  |
| Argentina | 9    | 4    | 3 | 0 | 1 | 18 | 9  |
| Chile     | 4    | 4    | 1 | 1 | 2 | 14 | 9  |
| Ecuador   | 4    | 4    | 1 | 1 | 2 | 9  | 21 |
| Bolivia   | 0    | 4    | 0 | 0 | 4 | 1  | 44 |

Chung kết
| Brasil | 2–0 | Argentina |
| ------ | --- | --------- |
|        |     |           |